# 張鶴 (洪武進士)
張鶴，山西潞州潞城縣（今山西省潞城市）人，明朝政治人物、進士出身。

## 生平
洪武四年（1371年），會試六十名，登進士三甲，授徽州府黟縣縣丞。